# Norn, Hälsingland
Norn är en sjö i Söderhamns kommun i Hälsingland och ingår i Skärjåns huvudavrinningsområde.